# Hemlig stod jag en morgon
Hemlig stod jag en morgon är en tysk psalm med tolv verser med översättning till svenska före 1610 då den publicerades i 1610 års psalmbok (ej officiellt fastställd psalmbok). Den tyska originaltiteln är "Ich stund an einem Morgen". Psalmen är en slags dialog mellan döden och en ung man, genom en tredje persons ögon. Den svenska översättningen gjordes av ärkebiskop Laurentius Paulinus Gothus.
Psalmen inleds 1695 med orden:
Hemlig stod jagh en morgon
Uppå en lönlig stadh
Medh mycken gråt och vånden
Hörde jag huru bad
Döden om en unger man
Den honom hade gripit
Och bundit med starkt band

## Publicerad i
- Den svenska psalmboken 1610.
- Uppsalapsalmboken under rubriken "Beredelse Psalmer emot Dödhen".[2]
- Göteborgspsalmboken 1650 under rubriken "Om Döden och Domen".[3]
- 1695 års psalmbok som nr 381 under rubriken "Beredelse-Psalmer emot Döden".

## Fotnoter
1. ↑  Högmarck, Lars, Psalmopoeographia, Stockholm, 1736.
2. ↑  Fransén, Natanael (1940). Koralbok till then Swenska Ubsala Psalmboken 1645. Stockholm: Natur och kultur. sid. I: 311, 426 II: 286. Libris 1376892
3. ↑  Lyster, Jens; Margareta Brogren (2002). Een wanligh psalmbook. Göteborgspsalmboken 1650. Göteborg: Göteborgs stiftshistoriska sällskap, Tre Böcker Förlag AB. sid. 254-257. Libris 8420225. ISBN 9170294771